# Novopavlivske, Snihurivka
Novopavlivske (în ucraineană Новопавлівське) este un sat în comuna Kobzarți din raionul Snihurivka, regiunea Mîkolaiiv, Ucraina.

## Demografie
Componența lingvistică a localității Novopavlivske
     Ucraineană (95,35%)
     Rusă (3,49%)
     Alte limbi (0,29%)
Conform recensământului din 2001, majoritatea populației localității Novopavlivske era vorbitoare de ucraineană (95,35%), existând în minoritate și vorbitori de rusă (3,49%).